# دبی رو
دبورا جین «دبی» رو (به انگلیسی: Deborah Jeanne "Debbie" Rowe) (متولد ۶ دسامبر ۱۹۵۸) همسر سابق خواننده پاپ مایکل جکسون است. او همچنین مادر دو فرزند جکسون نیز می‌باشد و اکنون در کالیفرنیا زندگی می‌کند.

## رابطه با مایکل جکسون
دبی رو در میانه دهه ۸۰ زمانی که جکسون برای درمان بیماری ویتیلیگو تلاش می‌کرد به‌عنوان پرستار و دستیار متخصص پوست او با او آشنا شد. این آشنایی بعدها به ازدواج منجر شد.

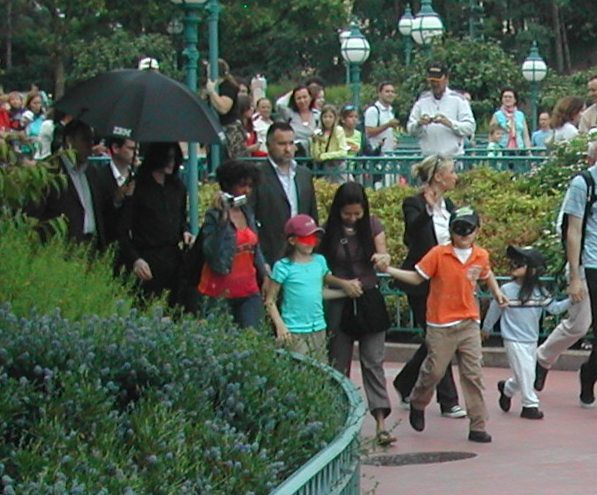
مایکل جکسون به همراه ۳ فرزندش که دو فرزند بزرگتر، از رابطه رو و جکسون هستند.

جکسون در سال ۱۹۹۶ لیزا ماری پرسلی را طلاق داد. سه ماه پس از ازدواج جکسون با دبی رو او فرزندی به نام پرنس مایکل جکسون (۱۳ فوریه ۱۹۹۷) به دنیا آورد. او همچنین در سال بعد دختری به نام پاریس مایکل جکسون (۳ آوریل ۱۹۹۸) به دنیا آورد.

### طلاق
دبی رو در تاریخ ۸ اکتبر ۱۹۹۹ با سپردن حق سرپرستی کودکان به جکسون از او طلاق گرفت. او پس از طلاق ۸ میلیون دلار و یک خانه در بورلی هیلز از جکسون دریافت کرد؛ اما در سال ۲۰۰۴ پس از متهم شدن جکسون به ۱۰ مورد سوءرفتار با کودکان، به دادگاه مراجعه کرد و سرپرستی کودکان را درخواست کرد. به گزارش آژانس تلگرافی یهود، دبی رو مذهب خود را تغییر داده و از مذهب کاتولیک به دین یهود گرویده است. به همین دلیل او راضی نیست که کودکانش تحت آموزش‌های اسلامی که برادر جکسون به آن‌ها می‌دهد بزرگ شود.

## پس از مرگ مایکل جکسون
پس از مرگ مایکل جکسون در تاریخ ۲۵ ژوئن ۲۰۰۹ چند رسانه خبری ادعا کردند که دبی رو مادر بیولوژیکی بچه‌ها نیست و جکسون پدر واقعی آن‌ها نمی‌باشد. این ادعا توسط وکیل دبی رو تکذیب شد. برخی از منابع ادعا کردند که آرنولد کلاین متخصص پوست جکسون پدر واقعی بچه‌ها است. هر چند خود او این مسئله را تکذیب کرد.

### وضعیت سلامت
در تابستان سال ۲۰۱۶ سرطان سینه دبی رو تشخیص داده شد.